# Противовирусные препараты

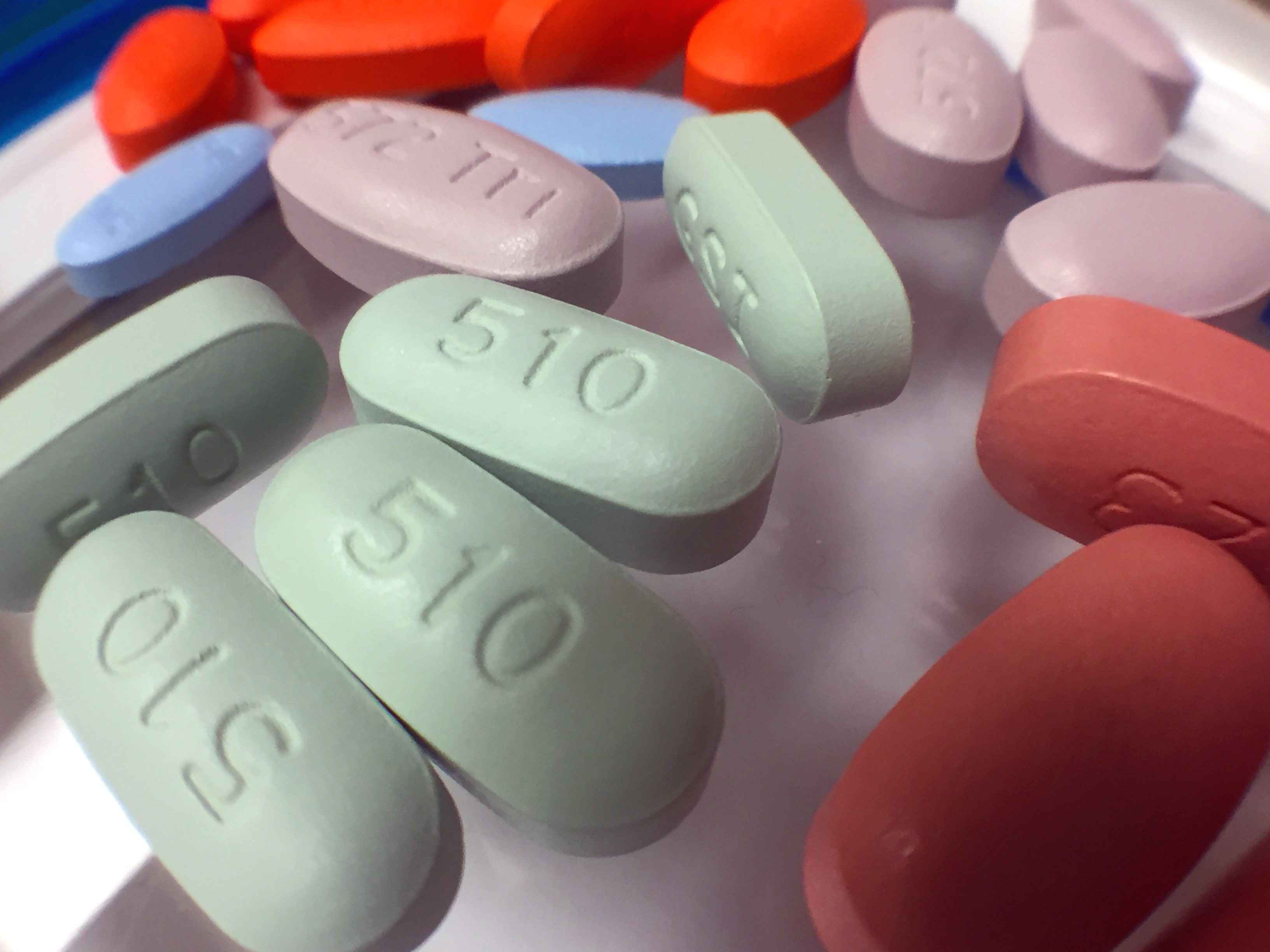

Противовирусные препараты — лекарственные средства, предназначенные для лечения различных вирусных заболеваний: гриппа, герпеса, ВИЧ-инфекции и др. Могут использоваться в профилактике заражения некоторыми вирусами.

## Классификация противовирусных препаратов
ВОЗ в качестве противовирусных включила в свой модельный список Основных лекарственных средств (по состоянию на 2023 год, 23 редакция) следующие препараты с доказанной эффективностью:
- Противогерпетические: Ацикловир (альтернатива — пероральный Валацикловир)
- Антиретровирусные:
  - Нуклеозидные/нуклеотидные ингибиторы обратной транскриптазы: Абакавир, Ламивудин, Тенофовира дизопроксил фумарат (также показан для предэкспозиционной профилактики ВИЧ), Зидовудин
  - Ненуклеозидные ингибиторы обратной транскриптазы: Эфавиренз, Невирапин
  - Ингибиторы протеазы: Атазанавир + Ритонавир, Дарунавир, Лопинавир + Ритонавир, Ритонавир (строго как фармакологический усилитель иных лекарств)
  - Ингибиторы интегразы: Долутегравир, Ралтегравир
  - Комбинации лекарственных средств с фиксированными дозировками: Абакавир + Ламивудин, Эвавиренц + Ламивудин + Тенофовир (альтернатива для Эмтрицитабина — Ламивудин), Долутегравир + Ламивудин + Тенофовир, Эфавиренз + Эмтрицитабин + Тенофовир (альтернатива для Эмтрицитабина — Ламивудин), Ламивудин + Зидовудин, Эмтрицитабин + Тенофовир (альтернатива для Эмтрицитабина — Ламивудин).
  - Лекарственные средства для профилактики оппортунистических инфекций, связанных с ВИЧ-инфекцией: Изониазид + Пиридоксин + Сульфаметоксазол + Триметоприм.
- Другие противовирусные лекарственные средства:
  -     - Валганцикловир (от ретинита, вызванного цитомегаловирусом (рЦМВ)),
    - Рибавирин (от вирусных геморрагических лихорадок),
    - Осельтамивир (от тяжелых форм заболеваний, связанных с подтвержденной или подозреваемой гриппозной инфекцией, у госпитализированных пациентов в критическом состоянии).

  - От гепатита B (нуклеозидные/нуклеотидные ингибиторы обратной транскриптазы):
    - Энтекавир
    - Тенофовира дизопроксил фумарат

  - От гепатита С:
    - Пангенотипичные антивирусные комбинации прямого действия:
      - Даклатасвир
      - Даклатасвир + софосбувир
      - Глекапревир + пибрентасвир
      - Равидасвир
      - Софосбувир (для пангенотипического действия — в комбинации с даклатасвиром или равидасвиром)
      - Софосбувир + Велпатасвир

    - Непангенотипичные антивирусные комбинации прямого действия:
      - Ледипасвир+Софосбувир

    - Другие от гепатита С:
      - Рибавирин (в сочетании с противовирусными препаратами прямого действия)

Другие классификации, включающие препараты с недоказанной либо ныне низкой эффективностью, могут выделять такие категории как препараты с расширенным спектром активности (интерфероны), и противогриппозные препараты: блокаторы М2-каналов (амантадин, римантадин); ингибиторы эндонуклеазы (балоксавир марбоксил); ингибиторы нейроаминидазы (занамивир, осельтамивир).

## Принцип действия
Каждый класс противовирусных препаратов разрабатывается с учётом специфических особенностей вируса и его жизненного цикла.
Чтобы подавить размножение и распространение определенного вида вирусов в организме, различные противовирусные препараты могут действовать на разных этапах жизненного цикла вируса. Эти этапы включают:
- Прикрепление и проникновение вируса в клетку: Некоторые препараты, такие как ингибиторы рецепторов или антитела, блокируют взаимодействие вируса с клеточными рецепторами, предотвращая его слияние с клеточной мембраной и вход в клетку.
- Высвобождение вирусного материала: Препараты могут нарушать процесс освобождения вирусной ДНК или РНК внутри клетки, лишая вирус оболочки (капсида или суперкапсида) и разрушая структуру вируса, не допуская нарушения жизнедеятельности клетки-хозяина, либо блокируя высвобождение генома вируса гриппа из вирусной оболочки.
- Размножение вируса: на этом этапа противовирусные препараты направлены на нарушение механизмов сборки новых вирусных частиц (вирионов). Они препятствуют синтезу вирусных компонентов (РНК, белков) либо их сборке в новую копию вируса
- Выход вируса из клетки: на заключительном этапе репликационного цикла вирусов противовирусные препараты направлены на купирование дальнейшего распространение вирусов по организму, предотвращая их высвобождение из зараженной клетки и дальнейшее инфицирование.

## Расширенное использование на территории России
К применению на территории России разрешена более широкая группа лекарств, отнесённых к противовирусным препаратам, многие из них отпускаются без рецепта, тогда как за рубежом противовирусные препараты почти повсеместно являются рецептурными. Например, в США разрешено использование лишь 5 противовирусных препаратов от гриппа, из которых два не рекомендуются для лечения или химиопрофилактики.
Для многих безрецептурных препаратов, представленных в России, особенно позиционируемых для использования при гриппе и простудных заболеваниях, ведётся активная рекламная кампания, в том числе в Интернете. Отмечается связь между российскими производителями некоторых противовирусных препаратов и работниками Минздрава и малое количество исследований для доказательства эффективности многих препаратов.
Декларируемый механизм действия ряда российских противовирусных препаратов заключается в том, что они стимулируют выработку в организме интерферонов, и все эти препараты не имеют доказательств эффективности, полученных в качественных исследованиях. Как отмечает доктор медицинских наук профессор председатель Московского городского научного общества терапевтов Павел Воробьёв, эффективность большей части противовирусных препаратов, используемых в России, не доказана. По словам члена Общества специалистов доказательной медицины (президент в 2008—2017 годы, вице-президент с 2017 года) автора монографий о доказательной медицине и об эпидемиологии доктора медицинских наук профессора Василия Власова, «идея стимуляции иммунитета вообще и стимуляции выработки интерферонов в частности для борьбы с вирусами принадлежит середине 20 века и в разработке противовирусных средств в западных фармкомпаниях не используется».